# Tomșani (Vâlcea)
Tomşani é uma comuna romena localizada no distrito de Vâlcea, na região de Oltênia. A comuna possui uma área de 43.37 km² e sua população era de 4087 habitantes segundo o censo de 2007.